# Szabó Ignác (tanár, 1872–1946)
Szabó Ignác (Szimő, 1872. január 30. – Budapest, Terézváros, 1946. február 17.) bölcseleti doktor, piarista főgimnáziumi tanár, igazgató.

## Élete
Szabó István és Timár Szalome fiaként született. A gimnáziumi osztályokat Pozsonyban, Komáromban és Győrött végezte; ahonnét a kegyestanítórendiek közé lépett 1889. augusztus 27-én Vácon. 1890-ben Kecskeméten érettségi vizsgálatot tett. Tanulmányait a budapesti egyetemen végezte be és bölcseleti-doktori oklevelet szerzett. Működött mint tanár Pesten, két ízben Vácon, Kecskeméten, Szegeden; majd a rákospalotai főgimnázium tanára lett. 1906. december 4-én Budapesten, a Józsefvárosban házasságot kötött a nála nyolc évvel fiatalabb Kornis Mária Rózsa Annával, Kremer Gyula és Dobrovszky Hermina lányával. Felesége halála után, 1926. április 3-án Budapesten újraházasodott, a nála nyolc évvel fiatalabb Molnár Etelka Ilona Margit székesfővárosi leánygimnáziumi tanárnőt, Molnár Lajos és Mezey Erzsébet lányát vette el.
Cikkei a Magyar Sionban, Magyar Szemlében, Egyet. Philol. Közlönyben és más, hittudományi hírlapokban jelentek meg.

## Művei
- A szegény és gazdag. Bpest, 1892 (Népiratkák)
- Balásfi Tamás élete és művei. Uo. 1897
- Bánk bán mint férj. Kecskemét, 1904 (különny. a kecskeméti kegyesrendi főgymnasium Értesítőjéből. Ism. Századok, 1906)
- Magyar nyelvtan mondattani alapon. Közép- és polgári iskolák és felsőbb leányiskolák I-III. osztályai számára. Bpest, 1903–1905
- Magyar olvasókönyv... Uo. 1904–1906, három rész
- Jósika nőalakjai. Vácz, 1905 (előbb a Váczi Közlöny 12., 13. sz., felolvasás)